# Jüdischer Friedhof Verden

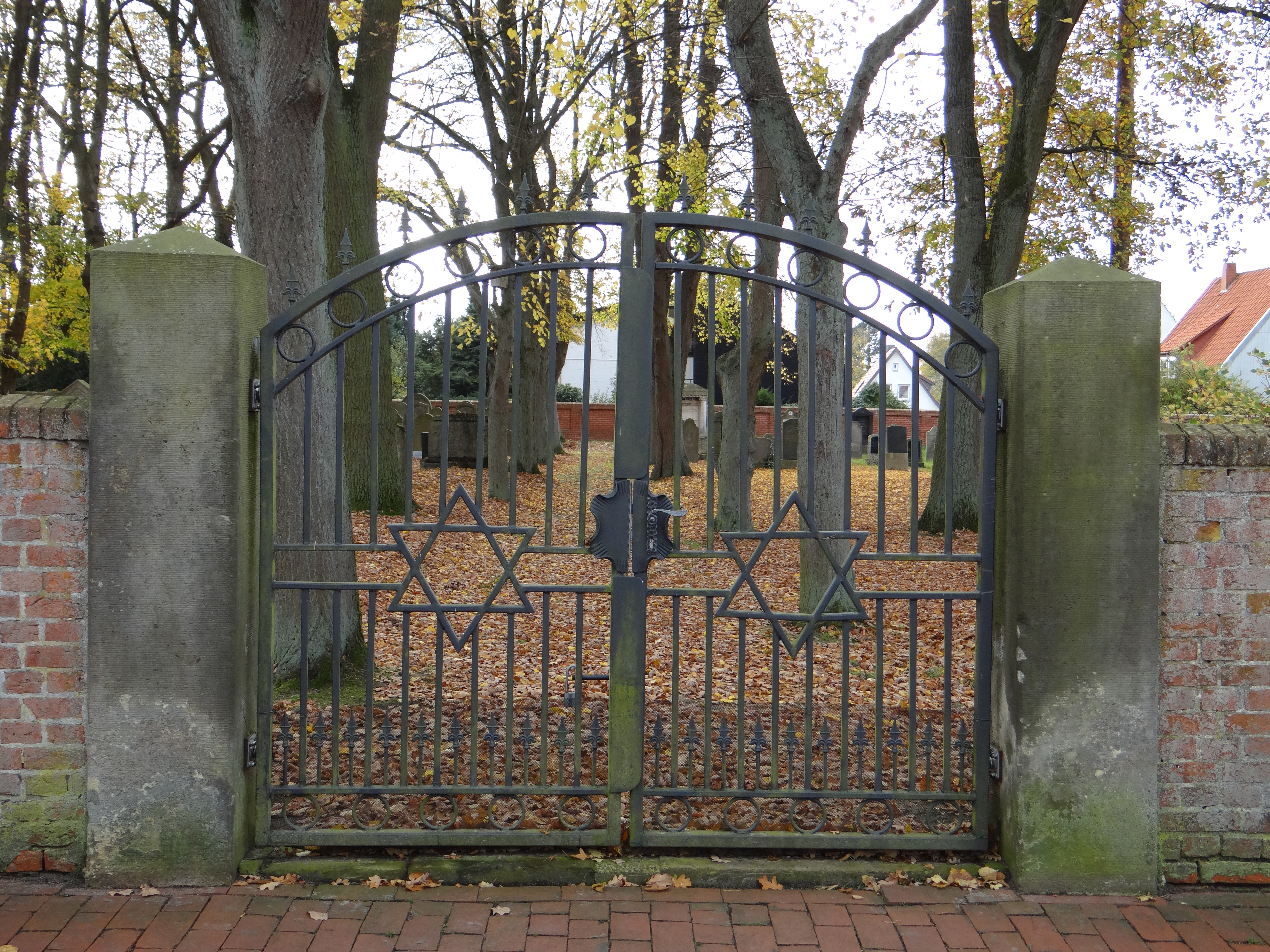
Jüdischer Friedhof Verden, Eingangstor

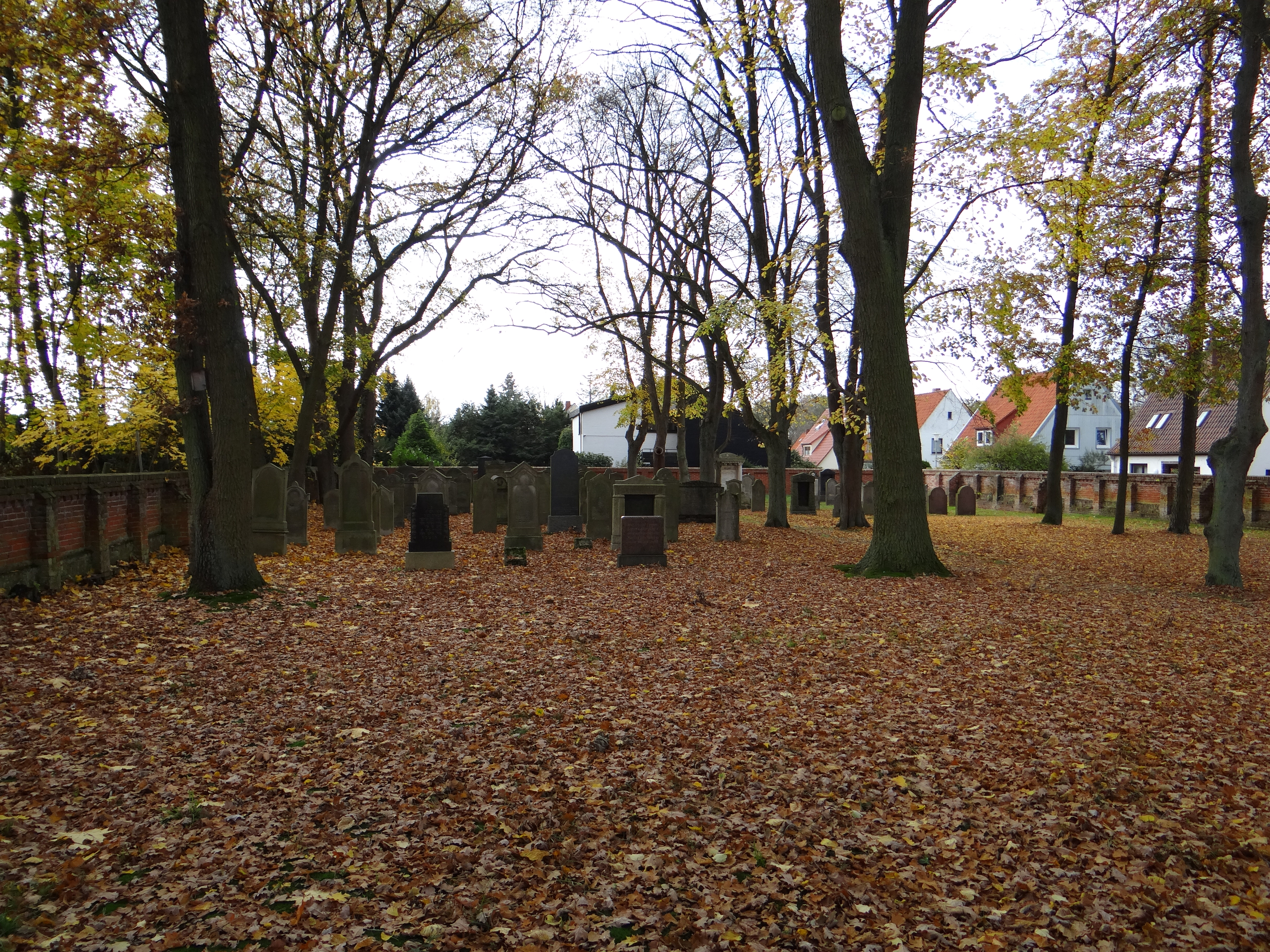
Blick über die Mauer

Der Jüdische Friedhof Verden ist ein Jüdischer Friedhof in Verden (Aller) in Niedersachsen. Er ist ein geschütztes Kulturdenkmal.

## Beschreibung
Der 1834 angelegte Friedhof befindet sich an der Ecke Ahornweg/Eichenweg in einem Wohngebiet am Rande der Kernstadt Verden. Auf ihm stehen insgesamt 123 zwischen 1857 und 1969 errichtete  Grabsteine für Juden aus Verden und Umgebung.